# Wladimir Zeev Jabotinsky

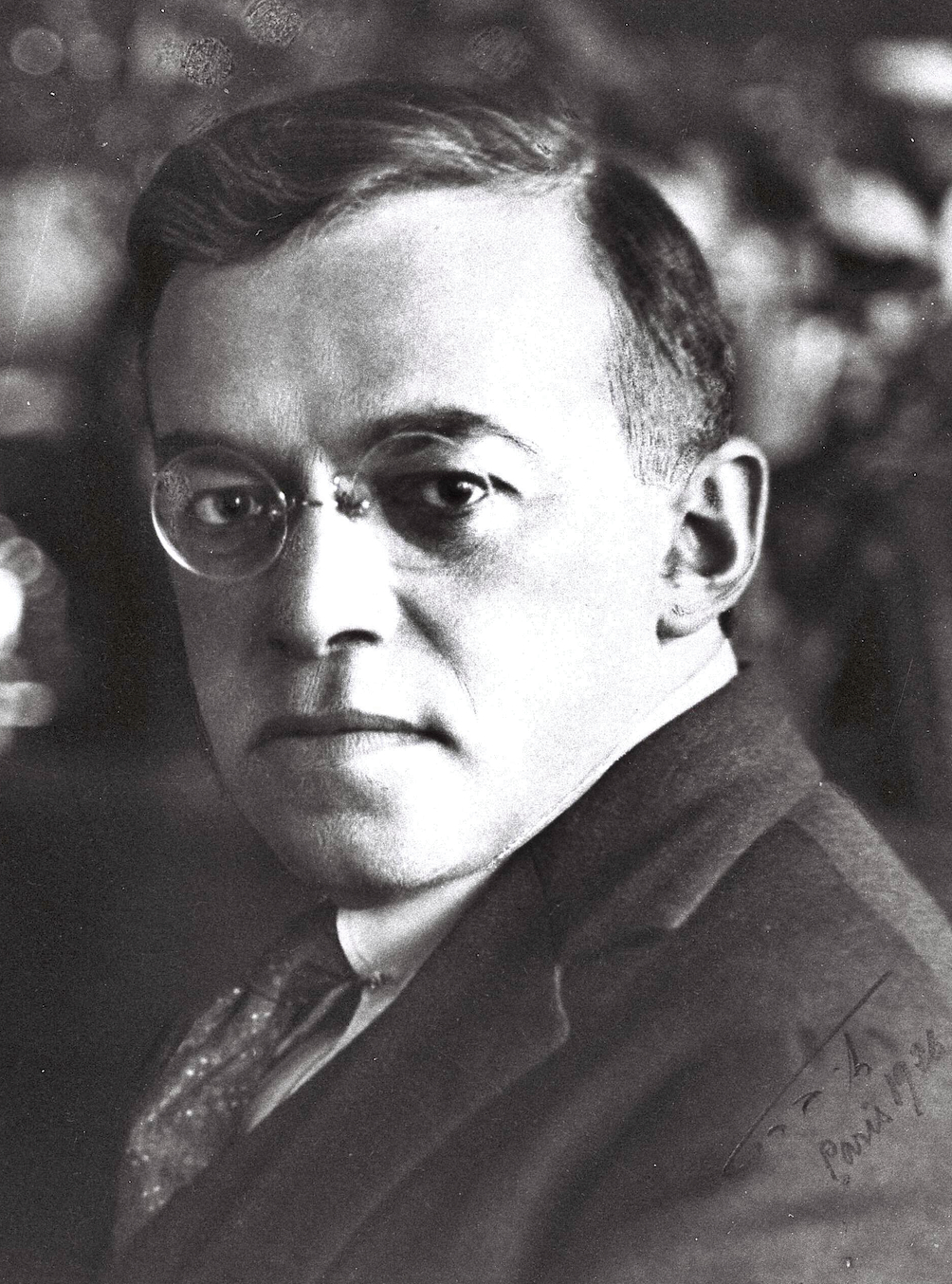
Wladimir Zeev Jabotinsky
(Mitte der 1930er Jahre)

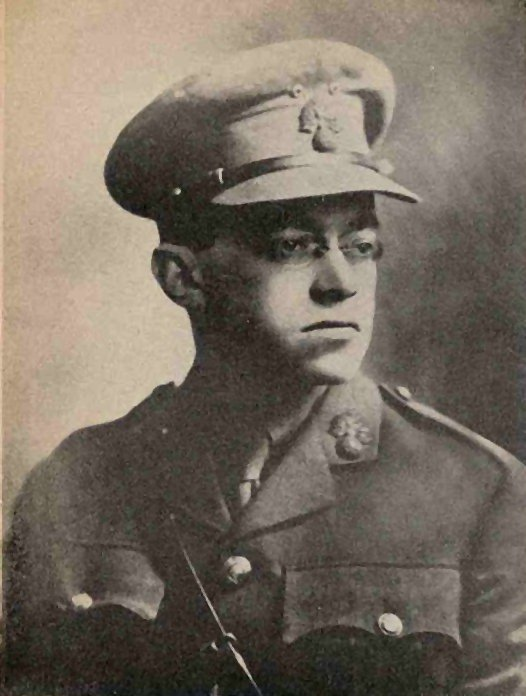
Jabotinsky in seiner Uniform der Jüdischen Legion

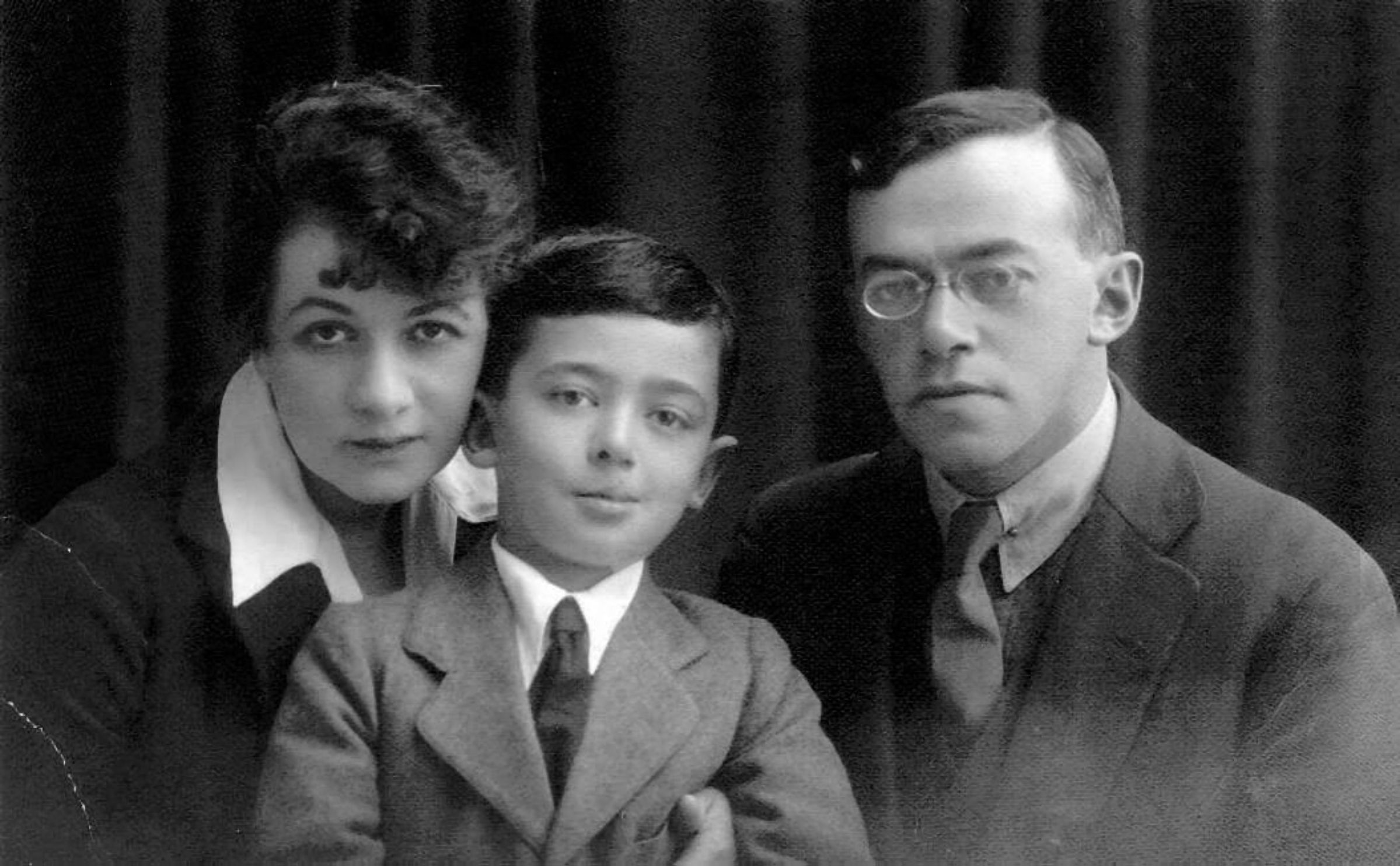
Zeev Jabotinsky, mit Frau Johanna und Sohn Ari

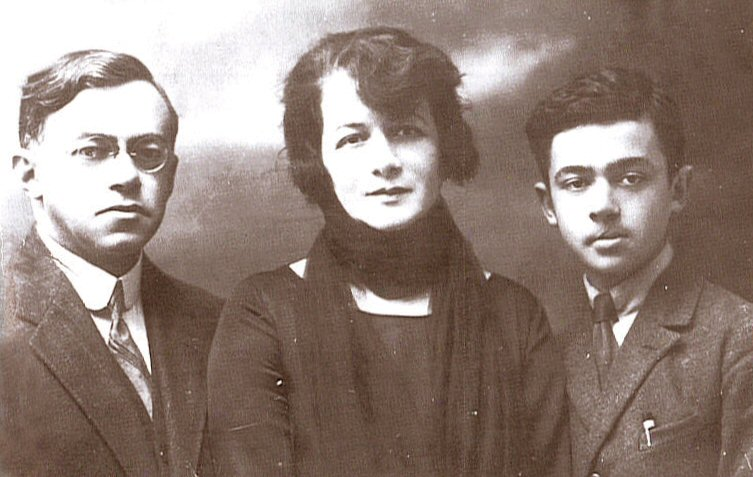
Zeev Jabotinsky, mit Frau Johanna und Sohn Ari

Wladimir Zeev Jabotinsky (hebräisch זְאֵב וְלַדִימִיר זַ'בּוֹטִינְסְקי Sə'ev Wladīmīr Ʒabōṭīnsqī, jiddisch וואלף זשאַבאָטינסקי Wolf Ʒabōṭīnsqī, russisch: Владимир (Зеэв) Евгеньевич Жаботинский, [vɫɐˈdʲiˑmʲɪr ʒəbɐˈtʲiˑnskʲɪj], deutsche Umschrift: Wladimir (Seew) Jewgenjewitsch Schabotinski, wissenschaftliche Umschrift: Vladimir Evgenevič (Zeėv) Žabotinskij; geboren am 5. Oktoberjul. / 17. Oktober 1880greg. in Odessa; gestorben am 4. August 1940 in Hunter, USA) war ein russischer Zionist und Schriftsteller aschkenasischer Abstammung. Er war Gründer der Jüdischen Legion im Ersten Weltkrieg sowie der Begründer des nationalistischen und insbesondere des revisionistischen Zionismus. Die von ihm 1923 verwendete Metapher einer „Eisernen Mauer aus jüdischen Bajonetten“, die zwischen Arabern und Juden errichtet werden müsse, charakterisiert nach Meinung der sogenannten Neuen Historiker immer noch Elemente israelischer Politik gegenüber der palästinensischen Bevölkerung.

## Leben

### Kindheit und Jugend
Der Sohn einer bürgerlichen Familie wurde im traditionellen jüdischen Sinn erzogen, lernte als Kind Hebräisch und studierte den Tanach, entfernte sich aber bald vom orthodoxen Judentum. Er studierte Rechtswissenschaft in Rom, wurde anschließend Journalist und schrieb unter dem Pseudonym Altalena in Odessa für verschiedene Zeitungen, zunächst auf Russisch, dann auf Jiddisch und schließlich auf Hebräisch.

### 1908–1925: Frühe Aktivitäten für den Zionismus
1903, zur Zeit des Pogroms von Kischinau, nahm Jabotinsky am sechsten Zionistenkongress teil und identifizierte sich bei dieser Gelegenheit völlig mit der Persönlichkeit Theodor Herzls und dessen Programm des politischen Zionismus. Er entwickelte sich zu einem der beredtesten Sprecher der russischen Juden und zu einem der herausragendsten Redner der damaligen Zeit, der seine Ansprachen gleichermaßen in russischer, hebräischer, deutscher, jiddischer, englischer und französischer Sprache halten konnte.

#### 1908–1914: Unterstützer der Jungtürken, Chefredakteur derJeune Turc
1908 entsandte ihn die Zionistische Weltorganisation (WZO) ins Osmanische Reich, wo er mit den Behörden verhandelte. 1910 wurde sein Sohn Eri Jabotinsky geboren. Jabotinsky war bis 1914 zusammen mit Sami Hochberg Chefredakteur der von Victor Jacobson, dem damaligen Präsidenten der Zionistischen Weltorganisation David Wolffsohn und anderen gegründeten französischsprachigen Istanbuler Tageszeitung Jeune Turc, die die damals noch pluralistische jungtürkische Revolution im Sinne des Zionismus beeinflussen sollte. Eine Zielgruppe waren die im osmanischen Reich hervorragend integrierten sephardischen Juden, die damals dem Zionismus indifferent bis ablehnend gegenüberstanden. Zu den Mitarbeitern dieser Tageszeitung gehörte unter anderem der deutsch-russische Revolutionär und Sozialdemokrat Alexander Helphand-Parvus. Der Jeune Turc unterstützte die jungtürkische Revolution von 1908 in ihrer pluralistischen Anfangsphase, wurde zeitweise vom deutschen Auswärtigen Amt mitfinanziert. 1909 besuchte Jabotinsky erstmals Palästina. Der deutsche WZO-Funktionär Richard Lichtheim stieß 1913 zu den Istanbuler Zionisten, deren Koordination er übernahm, er wurde im November 1913 von dem deutschen pro-zionistischen sozialdemokratischen Journalisten Friedrich Schrader in einem privaten Gespräch vor der antisemitischen Haltung der damals aktiven deutschen Militärs und Diplomaten um Hans Humann und Hans von Wangenheim gewarnt. 1925 sollte Lichtheim der Vertreter von Jabotinskys revisionistischer Bewegung im Deutschen Reich werden. Der Jeune Turc wurde 1915 von der 1913 an die Macht gekommenen, ethnisch-nationalistischen und seit 1914 mit Deutschland militärisch verbündeten Militärjunta um Enver Pascha verboten. Während Jabotinsky Istanbul 1914 verließ, blieb Lichtheim bis 1917 in Konstantinopel, wo es ihm gelang, durch Verhandlungen mit deutschen, türkischen und US-amerikanischen Stellen während des Ersten Weltkrieges dem Jischuw ein ähnliches Schicksal wie den Armeniern oder den levantinischen Christen durch Abkommen mit den Kriegsparteien und US-Hilfslieferungen zu ersparen.

#### 1914–1923: Jüdische Legion, Zusammenarbeit mit den Briten, Engagement in der WZO
Bei Ausbruch des Ersten Weltkrieges ging Jabotinsky als Korrespondent einer Moskauer Zeitung nach Westeuropa. Bei seinem Treffen mit Joseph Trumpeldor in Alexandria regte er die Gründung einer Jüdischen Legion an, die unter Führung der Briten das Land Israel von der türkischen Herrschaft befreien sollte. Die Briten lehnten diesen Vorschlag zunächst ab, stattdessen wurde eine Hilfseinheit, das sogenannte Zion Mule Corps, innerhalb der Britischen Armee, unter Führung des britischen Offiziers John Henry Patterson, aufgestellt, das 1915 in der Schlacht von Gallipoli im Bereich Logistik und Versorgung eingesetzt wurde. Erst 1917 gelang die Aufstellung der Legion, in der Jabotinsky das Kommando über eine Kompanie übernahm. Zu Ende des Ersten Weltkriegs nahm Jabotinsky im Jordantal selbst an Kämpfen teil. Jabotinsky hoffte, die Legion auch nach dem Beginn des britischen Mandats erhalten zu können, konnte sich aber nicht mit den Briten einigen. Nachdem er während der arabischen Unruhen 1920 darüber hinaus Juden der Jerusalemer Altstadt verteidigt hatte, wurde er verhaftet und zu 15 Jahren Zwangsarbeit verurteilt. Hochkommissar Herbert Louis Samuel begnadigte ihn jedoch, nachdem er drei Monate im Gefängnis von Akko gesessen hatte.
Am 5. Januar 1921 hielt Jabotinsky in den Berliner Sophiensälen einen Vortrag über »Palästina und der jüdische Staat«.
Auf Empfehlung Chaim Weizmanns wurde Jabotinsky eine Position in der Exekutive der WZO übertragen, deren Führung 1921 von dem Deutschen Otto Warburg auf den Briten Weizmann überging. Die „Zionistische Exekutive“, das Führungsgremium der WZO, zog damals von Berlin nach London um. 1922 zeichnete Jabotinsky für die Annahme von Churchills Weißbuch durch die WZO verantwortlich.

#### 1923–1925:The Iron Wall– Gründung der Betar und der revisionistischen Bewegung, Bruch mit der WZO
1923 verließ Jabotinsky, enttäuscht über die britische Politik gegenüber dem Zionismus und über die Versöhnungsbereitschaft der zionistischen Führung, die Exekutive. Im selben Jahr gründete er die Jugendbewegung Betar und am 30. April 1925 in Paris den Bund der Zionistischen Revisionisten (hebräisch ברית הציונים הרוויזיוניסטים Brit Hazionim Harevisionistim), der eine Abspaltung vom offiziellen, durch Chaim Weizmann repräsentierten Zionismus darstellte, und neun Mandate für den Zionistischen Kongress 1927 erhielt. Die großisraelisch orientierten Revisionisten beriefen sich auf die „ursprünglichen“ Ziele der zionistischen Bewegung und lehnten jegliche Kompromisse mit Arabern in der Frage der jüdischen Besiedlung Palästinas und der Gründung eines Judenstaates ab. Diese Haltung legte er unter anderem schon 1923 in seinem Essay The Iron Wall deutlich dar. Die Revisionistische Partei rekrutierte ihre in Palästina lebenden Mitglieder vornehmlich aus den Reihen der vierten Alija.

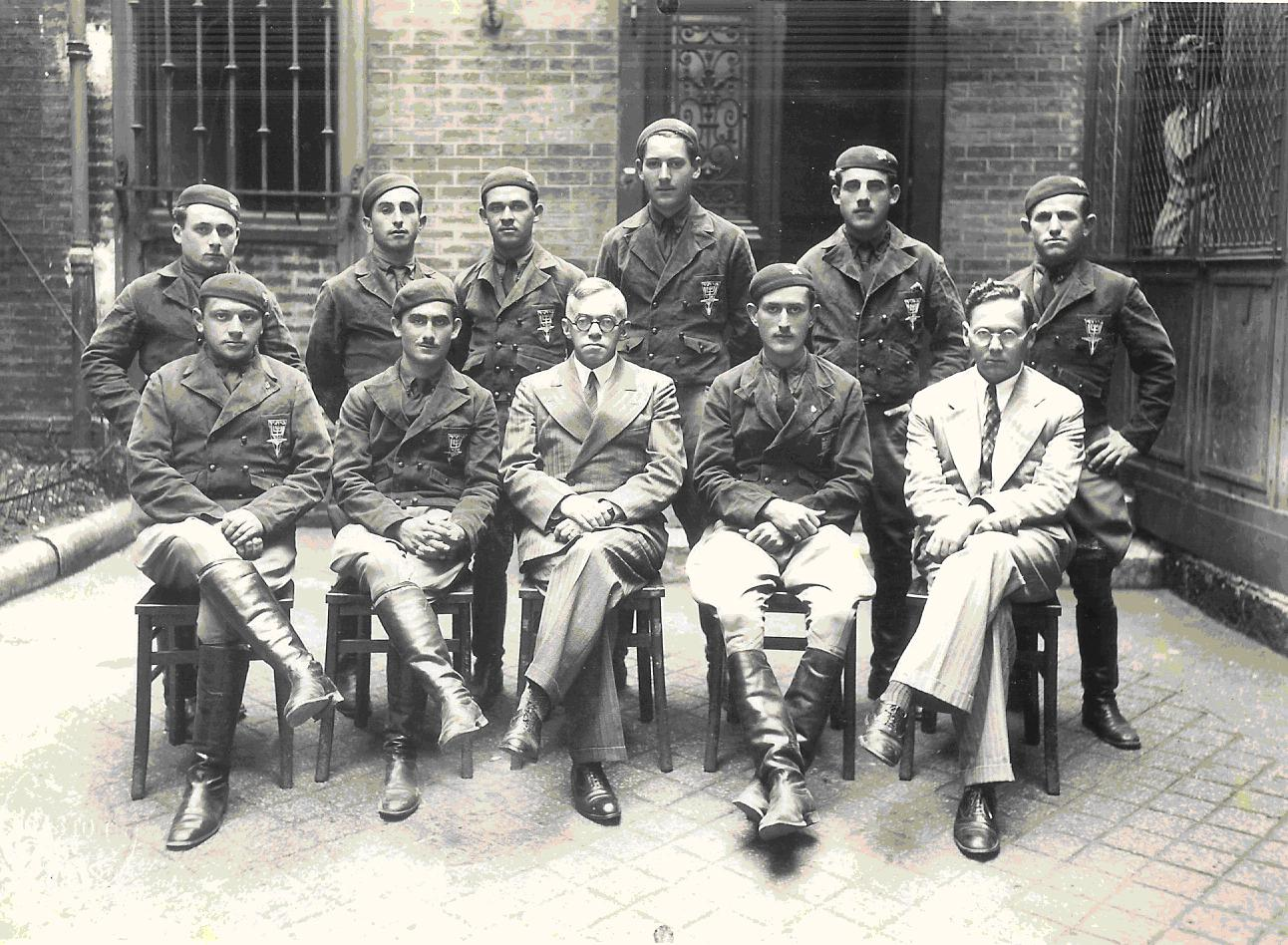
1934: Eine palästinische Betar-Delegation von Motorradfahrern besucht Betar Paris. Sitzend von rechts nach links: Benjamin Lubotsky, Joshua Shmerling, Zeev Jabotinsky, Benjamin Kahana, Moshe Arieli. Stehend von rechts nach links: Arie Tagansky, Gabriel Bakshi, Meir Levin, Yaakov Vardina, Kravetzky, Zeev Katzenelson. Das Bild befindet sich im Archiv des Jabotinsky Institute in Israel

### 1925–1940: Zionistischer Revisionist
Für eine Teilnahme am 16. Zionistenkongress in Zürich verließ Jabotinsky 1929 Palästina. Aufgrund arabischen Drucks verboten ihm die britischen Behörden, dorthin zurückzukehren. Seine Unzufriedenheit mit der Politik der zionistischen Führung und ihrer Betonung des Nationalismus sowie des Sozialismus war einerseits eine Reaktion auf die Haltung der Briten zu dieser Politik. Die Politik der zionistischen Führung stand andererseits aber auch im Gegensatz zu seinem Ziel, der Schaffung einer jüdischen Mehrheit in Israel. Nach dem Erscheinen des Weißbuches von 1930 griff Jabotinsky die Briten scharf an. Er wollte, dass die WZO der Mandatsregierung gegenüber mit mehr Nachdruck ihr Ziel vertrete, einen jüdischen Staat in Palästina mit jüdischer Bevölkerungsmehrheit und jüdischer Armee zu errichten.
1931 stellte sich Jabotinsky auf dem Zionistenkongress in Basel gegen Chaim Weizmann, warf ihm zu starke Zurückhaltung bei der Durchsetzung der zionistischen Staatsidee vor und forderte die Annahme einer Resolution, die einen jüdischen Staat zu beiden Seiten des Jordan vorsah. Weizmann und die Mehrheit der Delegierten wiesen seine Forderungen als unrealistisch zurück, woraufhin Jabotinsky mit seinen Anhängern die Versammlung verließ.
Er kritisierte mit großer Schärfe das Transferabkommen Chaim Arlosoroffs mit der Regierung des Deutschen Reiches im Jahre 1933, das den jüdischen Boykott deutscher Waren unterlief. Kurz nach seiner Deutschlandreise wurde Arlosoroff ermordet. Jabotinsky wurde verhaftet, aber wieder auf freien Fuß gesetzt. Man vermutete, dass die Angriffe der Revisionisten, besonders der Fraktion der Brit HaBirionim, den Mord ausgelöst hatten. Auch die Beziehung zu Leon Magnes, dem Leiter der Hebräischen Universität Jerusalem war getrübt. Jabotinsky zögerte nicht, Magnes im Mai 1929 als Komiker zu beschimpfen.
Jabotinskys Beziehung zu David Ben-Gurion blieb hingegen bestehen: 1934 schlossen die beiden einen Vertrag, den die Histadrut ablehnte, und infolgedessen blieben die Revisionisten dem Zionistischen Kongress 1935 in Luzern fern. Am 12. September des gleichen Jahres gründete Jabotinsky in Wien die „Neue Zionistische Organisation“, deren Programm sein Ziel eines jüdischen Staates beiderseits des Jordan wiederholte und eine großangelegte jüdische Einwanderung mit dem Ziel forderte, die Jüdische Diaspora in Europa aufzulösen und eine starke jüdische Armee zu gründen. Das Programm sah vor, dass die Kultur des neuen Staates auf jüdischen Wertvorstellungen basieren sollte, mit Hebräisch als Staatssprache und unter Achtung von Gleichheit und Autonomie in kulturellen und religiösen Angelegenheiten für die arabische Minderheit.
Er versuchte, die Unterstützung europäischer Regierungen für die Einwanderung von 1.500.000 osteuropäischen Juden in diesen neuen Staat zu erreichen. Während der arabischen Aufstände 1936 bis 1939 übernahm Jabotinsky 1937 das Oberkommando über die Irgun, die Attentate auf Araber und Briten verübte. Im Laufe der 1930er Jahre wurde Menachem Begin zu einem seiner wichtigsten Schüler und Anhänger, der Anfang 1944 die Führung von Irgun übernahm (und später als israelischer Ministerpräsident amtierte). Anfang 1938 weilte Jabotinsky in Irland und traf durch Vermittlung des jüdischen IRA-Aktivisten Robert Briscoe in Dublin den Anführer der irischen Nationalbewegung Éamon de Valera, den er jedoch nicht zu überzeugen vermochte.
Im Februar 1940 ging Jabotinsky in die USA, um dort für eine jüdische Armee zu werben. Im August des gleichen Jahres starb er in der Nähe von New York in einem Sommerlager von Betar an einem Herzinfarkt. Seine Beerdigung in Israel wurde von Ben Gurion mit der Begründung abgelehnt: „Israel braucht nicht tote, sondern lebende Juden, und ich sehe keinen Segen in der Vermehrung von Gräbern in Israel“ (in einem Brief vom 7. Mai 1958 an Joseph Lamm vom Bezirksgericht Tel-Aviv).
Nachdem Ministerpräsident Levi Eschkol die Überführung seiner sterblichen Überreste und die seiner Ehefrau sowie deren Bestattung auf dem Nationalfriedhof Herzlberg in Jerusalem bewilligt hatte, wurden sie im Juli 1964 in New York exhumiert.

## Übersetzer und Autor
Jabotinsky war auch Hebraist. Er gründete 1911 in Odessa einen Verlag für Literatur in Hebräisch und übersetzte die zehn Gesänge von Dantes Inferno. Sein literarisches Werk besteht aus seiner Autobiographie, Liedern, Gedichten, einigen Theaterstücken, Kurzgeschichten und Novellen, darunter sein 1926 auf Deutsch erschienener Roman Samson der Nasiräer. Er übersetzte Chaim Nachman Bialiks Gedicht In der Stadt des Schlachtens aus dem Hebräischen ins Russische, in dem das Pogrom von Kischinau geschildert wird.

## Nachwirkungen
Der Historiker Avi Shlaim, einer der sogenannten „neuen Historiker“ der israelischen Geschichte, legte 1999 und 2014 in seinem Werk The Iron Wall: Israel and the Arab World dar, der Artikel, der zur „Bibel der Revisionisten“ geworden sei, würde meist missverstanden, von Gegnern des Zionismus ebenso wie von Vertretern des Revisionismus selbst. Jabotinskys Ausführungen zur „eisernen Wand“ seien auf die damalige Situation bezogen zu verstehen. Langfristiges Ziel, so zeige ein genaues Verständnis der Artikel, sei für Jabotinsky die politische Autonomie der Araber innerhalb eines jüdischen Staates gewesen. Er habe in den Texten die palästinensischen Araber als Nation verstanden, entsprechend habe er ihren Anspruch auf einige, wenn auch begrenzte nationale Rechte (some national rights, albeit limited ones) anerkannt, nicht nur auf individuelle Rechte.
Shlaim vertritt die Auffassung, dass dieses Denken, auch wenn es zunächst von David Ben-Gurion und seinen Kollegen abgelehnt wurde, nach kurzer Zeit von ihm und allen zionistischen Führern auch der Labour-Fraktion übernommen worden und zum leitenden Prinzip geworden sei, das gegen verhandlungswillige Politiker wie Moshe Sharett durchgesetzt worden sei. Dabei hätten aber alle Politiker mit der Ausnahme Rabins nur den ersten Teil der Strategie Jabotinskys umgesetzt, die Bildung und Verteidigung der Mauer, die Friedensangebote der arabischen Seite seien aber im Interesse einer expansionistischen Politik ignoriert worden. In der Neuauflage von 2014 zieht Shlaim das Fazit, die Israelischen Verteidigungsstreitkräfte hätten sich „in die Polizeigewalt einer brutalen Kolonialmacht verwandelt“.
Ian Lustick stellte 2007 in seiner Analyse dar, die Hauptaussagen der Analyse Jabotinskys seien rasch über das ganze Spektrum politischer Meinungen hinweg akzeptiert worden, von Jabotinsky bis David Ben-Gurion, von Berl Katznelson bis Menachem Begin und von Chaim Arlosoroff bis Chaim Weizmann. Er verwies zur Begründung auf die Darstellungen von Arthur Ruppin, auf Mosche Dajans Zustimmung zu Ruppins Unterstützung der Politik der „Eisernen Mauer“ und auf vertrauliche Mitteilungen Arlosoroffs aus dem Jahre 1932 an Chaim Weizmann. Zur Übereinstimmung von Ben-Gurion und Jabotinsky in der arabischen Frage verwies er auf Anita Shapiras historische Darstellung.
Ian Lustick analysierte in einem Aufsatz von 1998 frühe Äußerungen zionistischer Politiker und versuchte aufzuzeigen, dass die arabische Frage ihnen – entgegen der üblichen Darstellungen – von Anfang an in ihrer Reichweite klar war. Deutlichstes und erhellendstes Zeugnis dafür erschienen ihm die Artikel Jabotinskys. Die üblichen Deutungen, in schroffer Ablehnung wie in verständnisvoller Verteidigung der Ablehnung von Kompromisslösungen, lehnte Lustick als polemisch ab. Jabotinsky habe sich offen und ehrlich dem Hauptproblem der Staatsgründung gestellt und zum Ausdruck gebracht, was dann bis in die späten 80er Jahre das Grundprinzip (rationale) der israelischen Politik werden sollte.

Lustick attestierte der Sicht Jabotinskys, das genaue Spiegelbild der israelischen Haltung zu sein:
Indeed, it is precisely in its mixture of insight and blindness, of shrewdness and naiveté about how politics works, that this article mirrors the reality of Zionist Arab policy, of the substantial effectiveness of that policy, and yet of its tragic incompleteness.
Tatsächlich ist es genau seine Mischung aus Einsicht und Blindheit, Scharfsinn und Naivität hinsichtlich der Art und Weise wie Politik funktioniert, mit der dieser Artikel die Wirklichkeit der zionistischen Politik gegenüber den Arabern widerspiegelt, der beträchtlichen Wirksamkeit dieser Politik, und doch auch ihrer tragischen Unvollständigkeit.
Lustick untersuchte die inhärente Logik der Strategie Jabotinskys und kam zu dem Schluss, die ersten drei Schritte der Strategie (Aufbau einer rechtlichen und militärischen Mauer, Verteidigung der Mauer, schmerzhafte Niederlagen des Gegners) seien umgesetzt worden, beim vierten Schritt, Verhandlungsbereitschaft gegenüber moderaten Kräften, zum Beispiel nach den Sechstagekrieg, sei Israel stattdessen dem Ziel gefolgt, weitere Gebiete zu beanspruchen. Verhandlungsangebote der Araber seien ausgeschlagen worden. Damit sei Israel von der ursprünglichen Position der Durchsetzung klarer und minimaler Forderungen abgewichen und habe sich zu einer Politik der Maximalforderungen aufgrund der vermeintlichen Überlegenheit entwickelt, die Jabotinskys Strategie gegenüber konträr gewesen sei. Ab 1977 hätten sich diese Ziele offen gezeigt.

## Schriften (Auswahl)
- Die Fünf. Roman. Übersetzung aus dem Russischen von Ganna-Maria Braungardt und Jekatherina Lebedewa. Die andere Bibliothek, Berlin 2012, ISBN 978-3-8477-0336-5 (Paris, 1935).[24]
- Philister über dir, Simson! Roman. Aus dem Russischen von Hans Ruoff. E. Lichtenstein, Weimar 1930.
- Richter und Narr: Roman. Meyer & Jessen, München 1928.
  - Neuausgabe, übersetzt von Ganna-Maria Braungardt. Kometen der Anderen Bibliothek, Berlin 2013, ISBN 978-3-8477-3001-9.
- Samson der Nasiräer. 1927.
- Die jüdische Kriegsfront, aus dem Englischen von Lars Fischer, hrsg. v. von Renate Göllner, Anselm Meyer und Gerhard Scheit, ça ira, Freiburg 2021, ISBN 978-3-86259-173-2 (zuerst 1940 The Jewish War Front, zweite Auflage 1940: The War and the Jew).